# British Rail Class 47
British Rail Class 47 (Brush Type 4) – lokomotywa spalinowa produkowana w latach 1962–1968, opracowana przez przedsiębiorstwo Brush Traction dla brytyjskiego państwowego przewoźnika kolejowego British Rail. Był to najliczniej produkowany model lokomotywy liniowej w Wielkiej Brytanii, zbudowany w 512 egzemplarzach – 310 powstało w zakładach Brush w Loughborough a 212 na licencji w zakładach British Rail w Crewe.
Potrzeba opracowania lokomotywy wynikała z decyzji British Rail o całkowitym wycofaniu z eksploatacji lokomotyw parowych do 1968 roku, jak i z niezadowalających parametrów eksploatacyjnych wcześniejszych lokomotyw spalinowych (w szczególności niewystarczającej mocy zastosowanych w nich silników). Lokomotywy Class 47 przez przeszło trzydzieści lat wykorzystywane były zarówno do obsługi ruchu pasażerskiego jak i towarowego. Z eksploatacji wycofywać zaczęto je na początku lat 90. XX wieku. Pojedyncze egzemplarze pozostają w służbie liniowej w 2017 roku, a kilkanaście zachowanych egzemplarzy wykorzystywanych jest na liniach kolei zabytkowej.